# Chicken Salad Chick
A Chicken Salad Chick é uma cadeia de restaurantes fast casual e franchising de restaurantes de salada de frango com sede em Atlanta, Geórgia. Até à data, a cadeia consiste em mais de 260 restaurantes franchisados e lojas em 19 estados diferentes dos Estados Unidos.

## História
A empresa começou com Stacy Brown, que estava desempregada, divorciada e criando três filhos. Ela começou a vender sua salada de frango caseira de porta em porta em Auburn, Alabama. Com o departamento de saúde a proibir a venda de alimentos cozinhados em casa, Stacy e o seu futuro marido Kevin Brown conceberam um plano para abrir um restaurante.
Em 2016, a Chicken Salad Chick foi classificada em 37º lugar na lista Inc. 5000 de empresas de crescimento mais rápido nos Estados Unidos.
O restaurante é parcialmente detido pela empresa de capital privado Brentwood Associates, que também tem investimentos na Blaze Pizza e no Lazy Dog Restaurant & Bar.